# بكالوريوس العلوم
بكالوريوس العلوم (بالإنجليزية: Bachelor of Science)‏ (BS،‏ BSc‏، ‏SB، أو ScB) هي شهادة جامعية قائمة في العديد من البلدان، وخاصة في البلدان الجامعية الأنجلوسكسونية.

## الدول

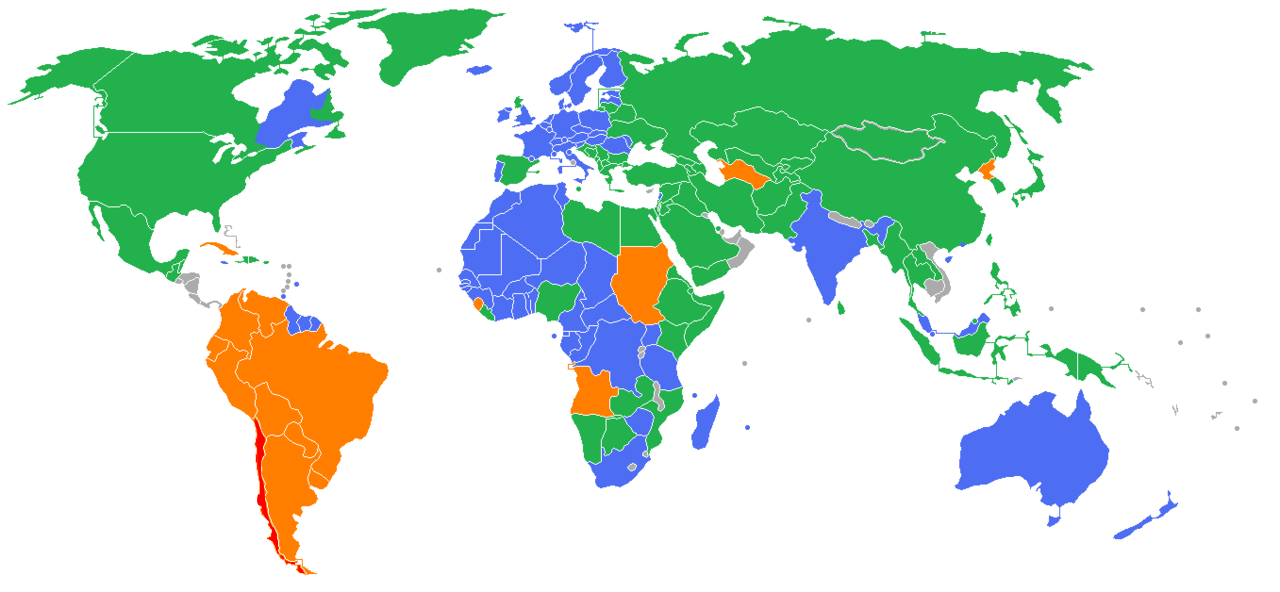
عدد السنوات اللازمة لتحقيق هذا الدبلوم على حسب البلد:
3 سنوات
4 سنوات
5 سنوات
6 سنوات

### بلجيكا
في بلجيكا وبعد الإصلاح الجامعي المرتبط بعملية بولونيا، أصبح الحصول على بكالوريوس العلوم بعد ثلاث سنوات من الدراسة الجامعية.

### فرنسا
يمكن أن تُصدر المدرسة المركزية باريس هذا النوع من الشهادت، ومع ذلك، فمنذ 19 يوليو 2013 أصبح لقب مهندس معترف به في الولايات المتحدة أي ما يعادل ماجستير العلوم (يسمى أيضا «ماجستير في العلوم التطبيقية» في كندا).

### كندا
في كل من كيبيك ونيو برونزويك يتم استخدام النموذج الأنجلوساكسوني لمنح درجة بكالوريوس في العلوم بعد ثلاث أو أربع سنوات من الدراسة الجامعية.
وتجدر الإشارة إلى أنه في كيبيك، فالبرامج الأكاديمية ليست حقا أقصر مما كانت عليه في بقية أمريكا الشمالية، ومع ذلك فإن الفرد الذي لا يقل عمره عن 21 سنة قد يخضع لبعض الشروط التي تفرضها الجامعة عليه.

### المغرب
عموما، فالمغرب ينهج نفس النظام المتبع في فرنسا، حيث أن الحصول على شهادة بكالوريوس في العلوم يتطلب من الطالب دراسة ثلاث سنوات في الجامعة، هذا مع ملاحظة أن المغرب لا يعتمد بالأساس على تسمية هذه الشهادة باسم البكالوريوس، بل تُدعى إجازة في العلوم.